# Folkfestival Lenzburg

Folkfestival Lenzburg (1975)

Das Folkfestival Lenzburg war ein Musikfestival, das in den Jahren 1972 bis 1980 in der Regel am letzten Juniwochenende auf Schloss Lenzburg in Lenzburg im Kanton Aargau stattfand. Es war das erste und einflussreichste Folkfestival der Schweiz.

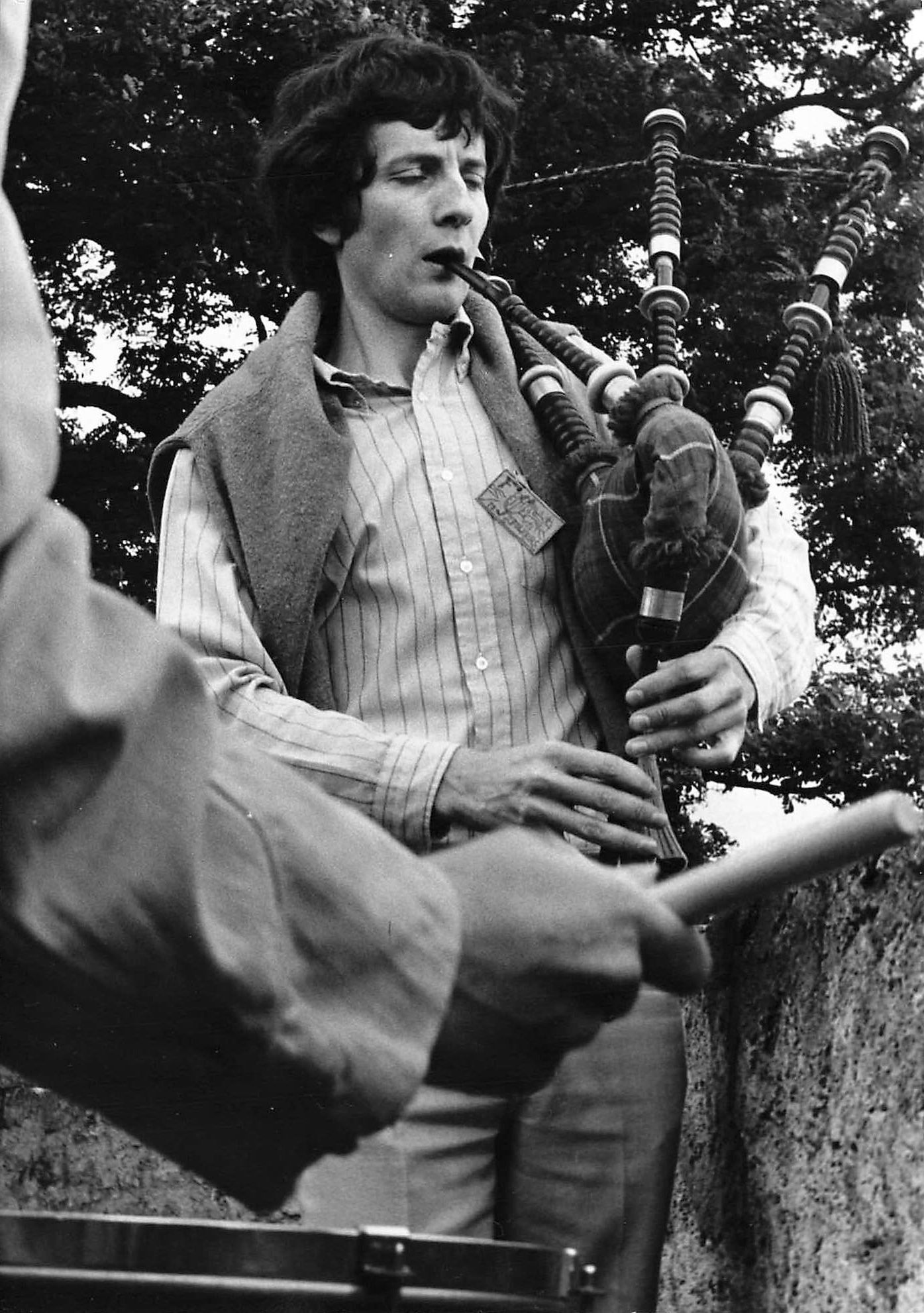
Auftakt des Festivals 1972 durch Dani Perret am Dudelsack

Musiziert wurde vorwiegend mit akustischen Saiteninstrumenten, auf den Bühnen im Schlosshof und im Rittersaal mit Mikrofonen verstärkt, gelegentlich mit Tonabnehmer ab halbakustischer Gitarre oder E-Bass. Im Lauf der Jahre entwickelte sich auf der Lenzburg eine Vielfalt von Stilen, Sprachen und Instrumenten. Seltene Gäste waren jedoch Folkrock- und Mundartrockbands mit Schlagzeug. Das lag zum einen am Selbstverständnis des Folkfestivals Lenzburg als Fest und Werkschau der Folkszene. Möglichst viele aktive Musiker sollten auftreten können, wenn auch im Viertelstundenrhythmus und ohne Gage. Pausen für Umbau und Soundcheck gab es nicht. Zum zweiten war der Zugang zum Schloss mit schwerem Equipment beschwerlich. Alles musste mit einem Handkarren den Schlossweg hinaufgeschleppt und dann mit der Seilwinde zur Eingangspforte hochgezogen werden.

## Geschichte

Im Rittersaal (1975)

Tanz im Rittersaal (1975)

Initiator war Daniel Perret vom British & American-Folksong Club Zürich. Zusammen mit Dick Watts und Ueli (Chita) Fricker vom Folk Club Bern organisierte er das erste Folkfestival auf der Lenzburg im Juni 1972.
Nach dessen Erfolg war man sich einig, dass das Festival im nächsten Jahr fortgesetzt und erweitert werden sollte. Man konstituierte das Organisationskomitee unter Beizug des Kassiers Helmut Marschall und des Radioredaktors Benno Kälin als Verein. Mitglieder der Folk Clubs wirkten als Helfer. Als das Festival wuchs, formierte sich ein schliesslich neunköpfiges, ehrenamtlich wirkendes Organisationskomitee mit Aktivisten der Folk Clubs Zürich, Bern und St. Gallen.

### 1972
Das erste Folkfestival 1972 ging vom Samstagmittag bis abends um 22 Uhr im Rittersaal über die Bühne. Zudem wurde draussen frei musiziert.
Der Gründer Dani Perret eröffnete mit seinem Dudelsack, danach traten Bands und Einzelmusiker aus Zürich, Bern, St. Gallen, Basel und Lausanne mit Kurzprogrammen auf, u. a. war auch eine amerikanische Strassenmusikband mit dabei.

### 1973

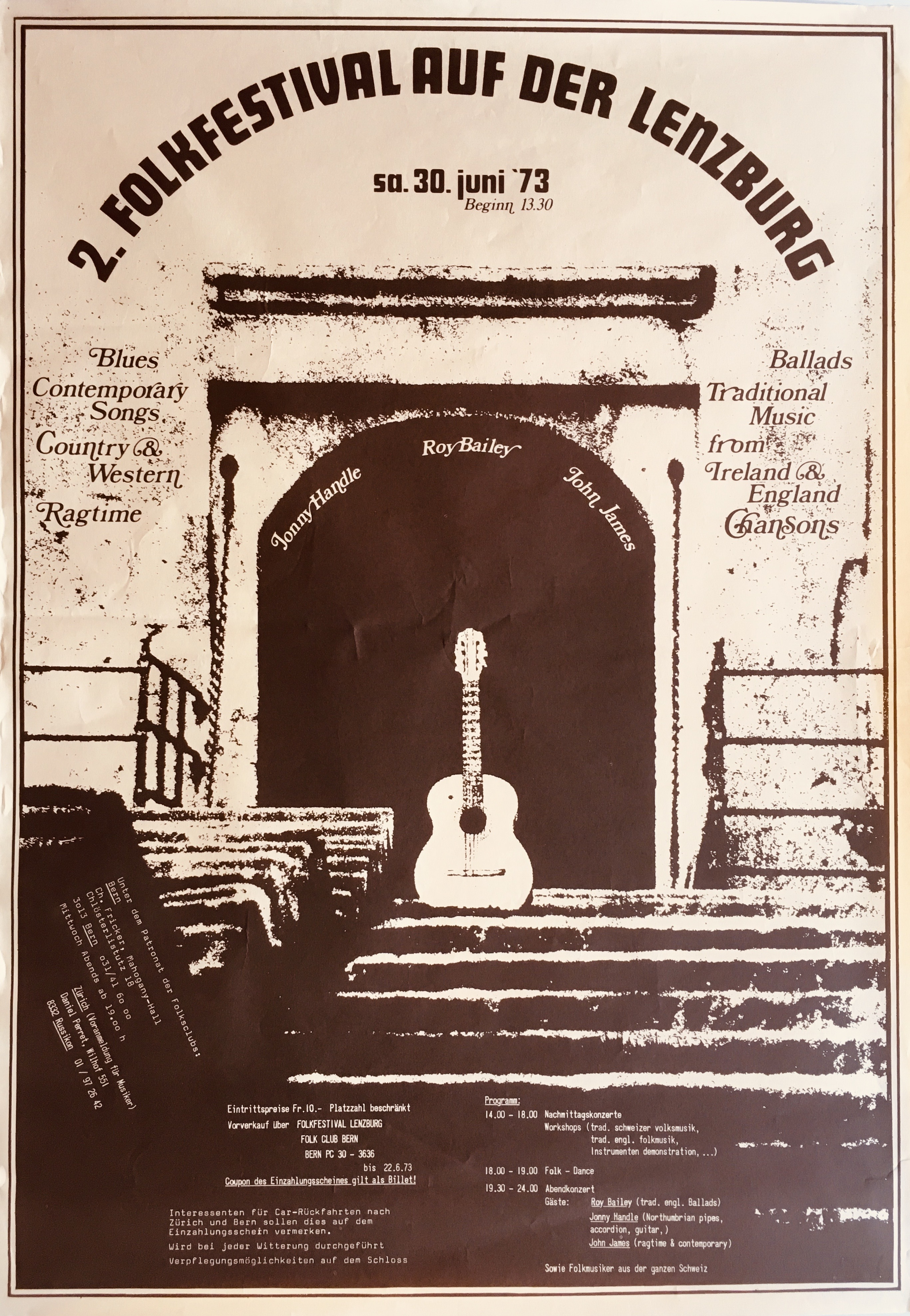
Plakat von 1973

1973 war das Festival etwas grösser, aber immer noch eintägig. Nun stand auch im Schlosshof eine Bühne, man konnte dank gutem Wetter mehr Besucher einlassen. Im Bestreben, die Schweizer Volksmusik mit der Folkmusik zu vereinigen, wurden Exponenten der Volksmusik eingeladen: Der junge Akkordeonist Carlo Brunner und der Historiker und Volkslied-Interpret Hans Peter Treichler traten auf. Bluegrass- und Countrybands begannen Schweizer Melodien zu integrieren.
Internationale Gäste waren John James aus Wales sowie Roy Bailey und Johnny Handle aus England.

### 1974

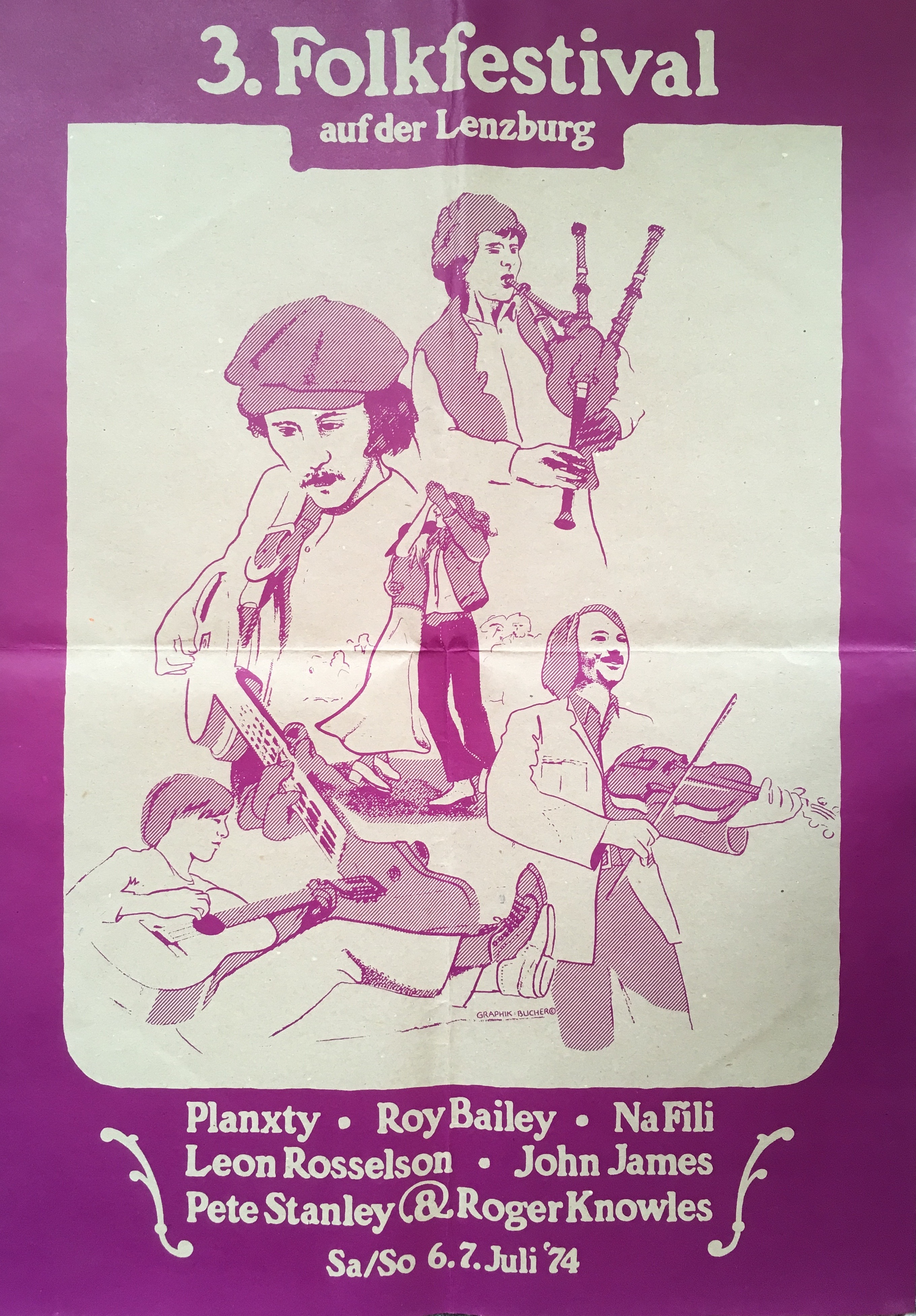
Plakat von 1974

Zweitägiges Festival, wegen Terminkollisionen ausnahmsweise am 6./7. Juli. Neben der Hauptbühne im Schlosshof und dem Rittersaal wurden Stapferhaus und Bergfried für Workshops und Kleinkonzerte miteinbezogen. Erstmals erschienen die Höhepunkte der Lenzburg auf einer Doppel-Langspielplatte (LP). Mit darauf u. a. ein altes Schweizer Täuferlied (Dr Haslibacher) und der Politsong D Ballade vo dr Münschter-Fähri.
Das Festival war jetzt weit über die Schweizer Grenzen hinaus bekannt. Ein Grund dafür war seine einzigartige Atmosphäre auf dem mittelalterlichen Schloss. Diese Einzigartigkeit hatte nicht nur Vorteile. Zum grossen Problem wurde der beschränkte Platz auf der Lenzburg angesichts einer rasch wachsenden Folkszene. 900 Tickets im Vorverkauf (Schlechtwetter-Variante), bei gutem Wetter noch 1500 Tickets an der Tageskasse – das war zu wenig. Weil viele Tausend Ticket-Bestellungen eingingen, Tendenz steigend, musste man die Eintritte verlosen.
Internationale Gäste waren Planxty und Na Filí aus Irland, Leon Rosselson, Roy Bailey, Pete Stanley und Roger Knowles und der Pianist Paul Millns aus England sowie wieder John James aus Wales.

### 1975
Am vierten Folkfestival auf der Lenzburg 1975 wurden neben ausländischen Bands wie immer auch Exponenten der Schweizer Volksmusik eingeladen. Diesmal die Walliser Gebrüder Volken mit ihrem vierhändig gespielten Hackbrett und die Kapelle Mythenholz. Deren Bassist Dominik Marty war die Attraktion des Festivals. Ein bärtiger 100-kg-Mann, der beim «Gäuerle», einem wilden Werbetanz, über sein in den Händen gehaltenes Fazenettli (Halstüchlein) sprang.
In der Schweiz und im süddeutschen Raum hatte sich inzwischen eine lebendige Liedermacherszene entwickelt. Einige Bands widmeten sich einheimischen Liedern und Tänzen oder entwickelten eigene Formen der akustischen Musik (am bekanntesten: Pfuri, Gorps & Kniri).
Noch immer war die Lenzburg vor allem ein Treffen der Folkmusikanten. Das Programm bestand aus 70 bis 80 Kurzauftritten. Gagen wurde keine ausbezahlt, nur Reisespesen und Verpflegung für die Auftretenden samt Begleitung. Die malerische Umgebung des mittelalterlichen Schlosses mit seiner Platzbeschränkung, Schlossmiete statt Sponsoren liessen keine Veranstaltung mit Stars und grossen Gagen zu. Publikumsmagnete waren auch nicht vonnöten. Der Publikumsandrang übertraf das Platzangebot um ein Mehrfaches.
Internationale Gäste waren aus den USA der innovative Banjoist Bill Keith, der Fingerpicking-Gitarrist Eric Schoenberg und (der in Antwerpen niedergelassene) Derroll Adams, Hannes Wader und Christof Stählin aus Deutschland, Rum aus Belgien, An Triskell aus der Bretagne, Pierre Bensusan aus Frankreich, aus England Martin Carthy, Roy Bailey und die Etchingham Steam Band.

#### Fotogalerie 1975

Christof Stählin
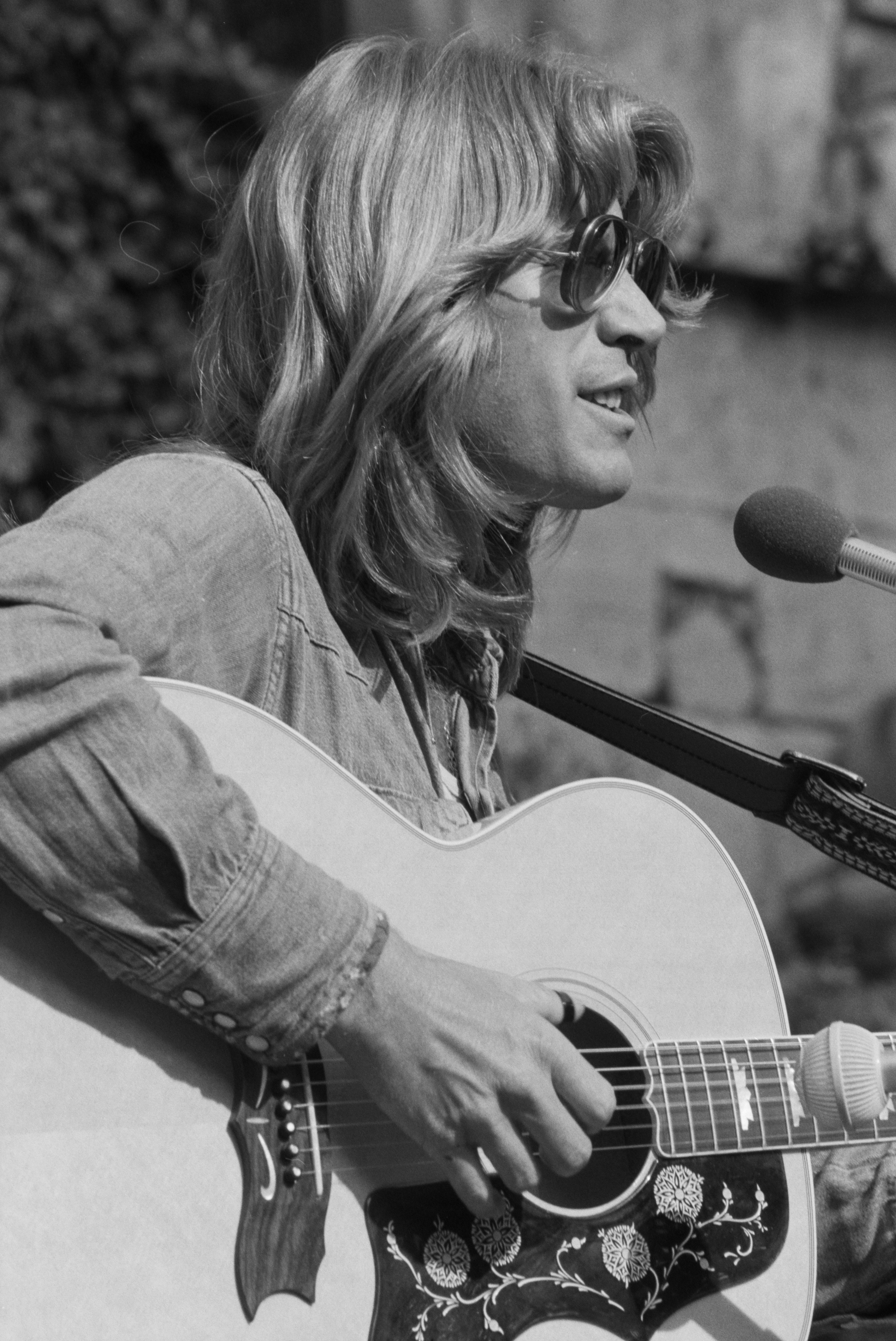
Toni Vescoli
Los Kusis aus Bolivien
Guy Magey und Ficht Tanner
Original Appenzeller Streichmusik Hürlemann
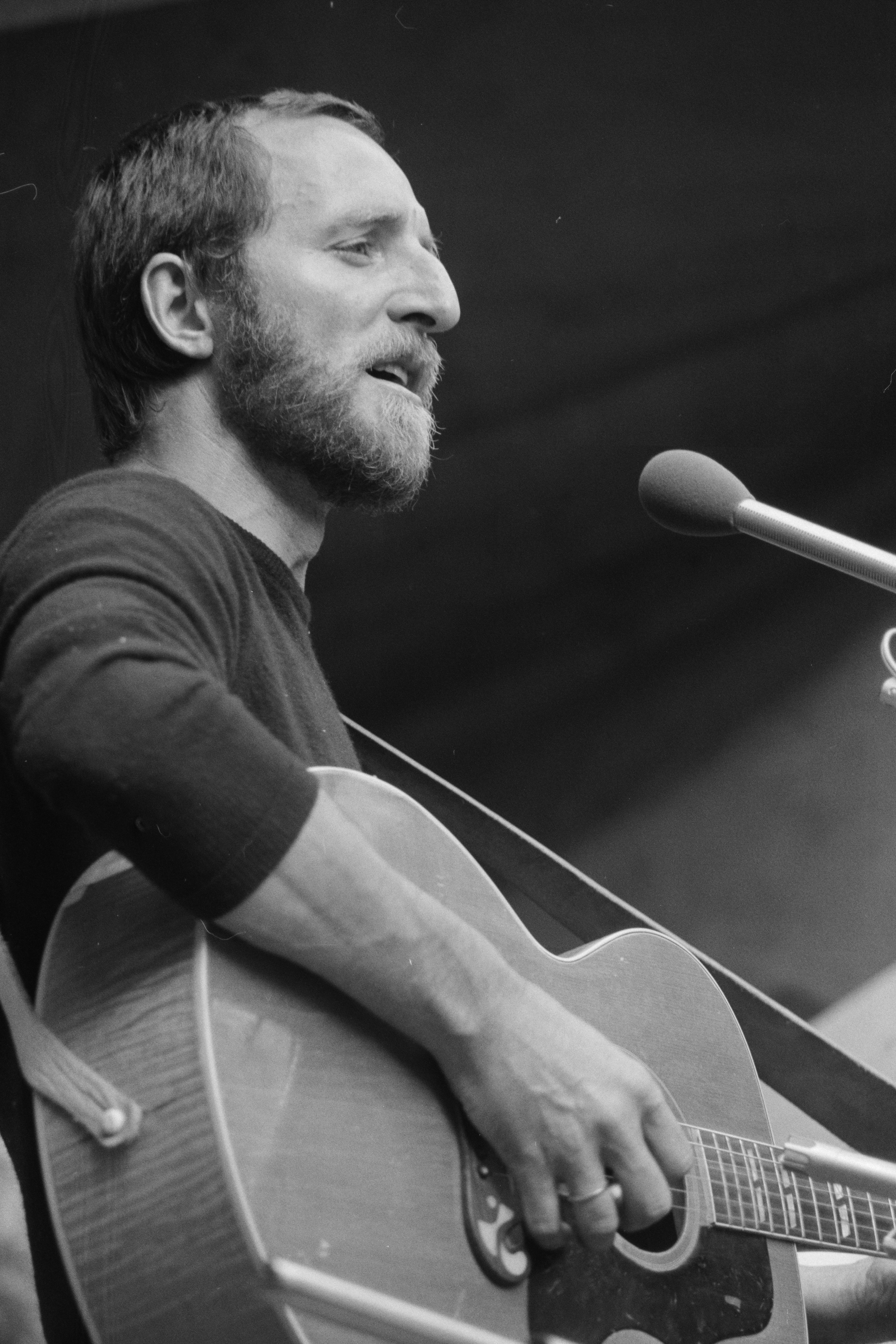
Hannes Wader

### 1976
1976 wurde die Volksliedersammlung Im Röseligarte neu aufgelegt, die bekannten Singbüchlein vom Beginn des 20. Jahrhunderts. Folk war auch kommerziell interessant geworden. Folk-Lokale und -gruppen, auch Folkfestivals vermehrten sich stark. Um die 140 Bands und Solisten bewarben sich für Auftritte auf der Lenzburg. Die Vielfalt war gross.
Das Festival-Wochenende vom 3. und 4. Juli 1976 war sehr sonnig und heiss. Einige Wetterstationen verzeichneten gar einen Hitzerekord. Kleinkonzerte im steinernen Bergfried und Workshops im Stapferhaus waren begehrt, manche verzogen sich unter den Schatten der Bäume, während die sengende Sonne im Schlosshof unter den Besuchern zu über vierzig Hitzschlägen führte. Saiteninstrumente auf der Hauptbühne waren trotz Baldachin bereits nach wenigen Minuten verstimmt, die Klänge zunehmend kakophonisch. Erst nach Einbruch der Dunkelheit wurde wieder mit Elan musiziert und auch getanzt. Mangels brauchbaren Materials wurde in diesem Jahr nur eine einfache statt einer Lenzburg-Doppel-LP gepresst.
Internationale Gäste waren neben dem Dauergast John James die Newgrass-Band Southbound, das Ensemble Catalin Tarcolea aus Rumänien, Lillebjørn Nilsen und Steinar Ofsdal aus Norwegen, Le Claque Galoche aus Frankreich, die Zwillinge Hein und Oss Kröher aus Deutschland und Almanacco Popolare aus Italien.
Ein Höhepunkt des Festivals war am Sonntagabend der Auftritt der Im Bode Band um den Bündner Songpoeten Walter Lietha.

### 1977
1977 wurde am ersten Juli-Wochenende erstmals auch das Folkfestival auf dem Gurten bei Bern durchgeführt. Platz war da fast unbeschränkt vorhanden. Lenzburg und Gurten hatten verschiedene Gesichter, arbeiteten aber zusammen. Die internationalen Gäste konnten an zwei Festivals auftreten, auch hatten die vielen Besteller, die kein Ticket für die Lenzburg zugelost bekamen, nun eine echte Alternative.
Ein Glanzpunkt des diesjährigen Festivals war die Husmusig Jeremias. Das war der alte Geiger Märku Hafner, ein Volksmusikant seit vielen Jahren und ein ausgezeichneter Kenner dieser Musik, der mit jüngeren Leuten aus der Folkszene zusammengespannt hatte. Der Parsenn Schuss wurde zur neuen Hymne der Schweizer Folkszene.
Gleichzeitig mit dem Folkfestival Lenzburg war auf Samstag, den 25. Juni, eine nationale Demo gegen das (im Bau befindliche) AKW Gösgen angesagt. Der Marsch auf Gösgen sollte auf dem Gelände des AKWs enden. Da sollte die Zufahrtstrasse durch eine Besetzung mit Zeltdorf und Festzelt blockiert werden. Gösgen war nur gerade 20 km von der Lenzburg entfernt. Viele junge Menschen hätten gerne an beiden Anlässen teilgenommen. Das betraf auch Musiker, die für die Lenzburg zugesagt hatten, ganz besonders den bekanntesten AKW-Protestsänger Aernschd Born. Der machte aus der Not eine Tugend: Er organisierte Shuttle-Busse zwischen der Lenzburg und Gösgen. Diese würden interessierte Musiker und Besucher am Samstagabend zum Fest in Gösgen fahren, auch zur Übernachtung, am Sonntagmorgen zurück auf die Lenzburg.
Der Demonstrationszug auf Gösgen wurde aber am Samstagnachmittag durch ein grosses interkantonales Polizeiaufgebot gestoppt und in die Flucht geschlagen. Es gab dort weder ein Fest noch ein Zeltlager. Aernschd Born musste sein Shuttle-Angebot rückgängig machen. Zudem war er empört über den harten Polizeieinsatz und tat dies auch kund. Als er so den Auftritt der Husmusig Jeremias im Rittersaal unterbrach, erntete er vom Tanzvolk Pfiffe und geriet mit dem Publikum in Konflikt. Dies machte eine Journalistin zur Schlagzeile, worauf wiederum Vertreter des Kantons Aargau dem Folkfestival Lenzburg ein Politstatut abverlangten.
Regengüsse am späten Samstagnachmittag und wechselhaftes Wetter am Sonntag führten zu zahlreichen Programmumstellungen. Am Sonntag ging das Hauptprogramm im Rittersaal über die Bühne, im Schlosshof musizierten während der Aufhellungen die flexibleren Strassen- und Tanzmusikgruppen. 
Internationale Gäste waren die nordenglische A-cappella-Gruppe The Watersons, verstärkt durch den Gitarristen und Folksinger Martin Carthy. Roy Bailey war wieder da. Kolinda aus Ungarn, Gerd Schinkel, Moin und die Tonschusser aus Deutschland. Die Doppel-LP erschien als Joint Venture mit dem Gurtenfestival.

### 1978
Beim siebten Folkfestival auf der Lenzburg 1978 waren Immigranten-Gruppen das Schwerpunkt-Thema. In der Schweiz wohnende Italiener, Türken, Jugoslawen, Südamerikaner und Tibeter waren auf die Lenzburg eingeladen.
Zum ersten Mal überhaupt war das Wetter an diesem Festival durchwegs garstig. Heftige Platzregen machten Wiese und Kiesplatz sumpfig, auch wenn der Himmel zeitweise wieder aufhellte. Das wurde zum Problem für die Ensembles aus der Türkei, aus Bosnien und aus Kroatien, die alle Tanzgruppen mitgebracht hatten. Das wechselhafte Wetter machte geplante Tanzsessionen mehrfach zunichte, bis diese nur noch zu Kurzauftritten während der Essenszeit im Rittersaal kamen.
Internationale Gäste waren Anna-Liisa Arakangas (FIN), die Teatrogruppo di Salerno (I), La Lionetta und Prinsi Raymund aus Turin), Ina Deter und Klaus der Geiger (D), die Fraunhofer Stub’nmusi und die Tonschusser aus München, An Triskell und Dan Ar Braz aus der Bretagne und die Albion Band aus England. Die beiden letzteren waren nach Skibbereen und Basler Saitesprung die ersten Folkrock-Bands auf der Lenzburg. Die Albion Band, die über Jahrzehnte hinweg in sehr unterschiedlichen Formationen spielte, war geprägt vom Melodeonspieler, Songwriter und Sänger John Tams.
Erwähnenswert, dass auch etliche Schweizer Gruppen mittlerweile ein beachtliches Level erreicht hatten und das Festival bereicherten – immer noch zum Nulltarif: Walter Liethas Im Bode Band, Adrian Naef,  Aernschd Born, Mandala, Tobermit, das Trio Grande, Linnenzworch, Maria Kägi, Martin Heiniger, Werner Widmer, Hoity-Toity, Hostettler/Diem/Mentha, Zupfgyge; Bazoche, Sarclon und Tetralyre aus der Romandie und ein Dutzend andere. Auch die Pionier-Bands der Folk-Urzeit hatten sich weiter entwickelt und dabei der Lenzburg die Treue gehalten: die Country Ramblers, die Bluegrass Blossoms und Skibbereen.
1978 lehnte das Organisationskomitee das Vorhaben der Musikredaktion des Schweizer Fernsehens ab, jeweils ans Folkfestival Lenzburg zehn Clips von Schweizer Bands und Liedermachern zur Verwendung nach Bedarf in Programmlücken drehen zu kommen. Möglichkeiten einer Zusammenarbeit wurden an einem Workshop besprochen, doch war das Fernsehen nicht zu einer Änderung des Konzepts bereit und zog sein Angebot zurück.

### 1979
Die internationalen Gäste waren: Caterina Bueno, die Gruppo Emiliano, La Puddica und nochmals La Lionetta aus Italien, Wunderwald, Holzrädchen, Espe (mit jiddischen Liedern), die Eresinger Stub’nmusi und der Gitarrist Peter Finger aus Deutschland, Pijper Cruid aus den Niederlanden, Le Folk de la Rue des Dentelles aus dem Elsass, Folkvind aus Schweden.

### 1980
Das Jahr 1980 stand ganz im Zeichen der Jugendbewegung. Von Zürich aus griff die Jugend- und Kulturrevolution auf die anderen Schweizer Städte über. Die Bewegung wollte Kultur in die Strassen tragen. Musik hinter Schlossmauern war nicht mehr angesagt.
Die Organisatoren hatten mehr Tanzmusik eingeplant als in früheren Jahren, auch die traditionelle Volksmusik war mit der Kapelle Rundum, den Bärnbieter Spiellüt und der Oberbaselbieter Ländlerkapelle bestens vertreten. Der Rittersaal sollte parallel zum Hauptprogramm im Schlosshof zur Tanzbühne werden. Doppeltes Pech: Angesichts der Ereignisse in den Schweizer Städten war ein unbeschwertes Tanzen zu Country-, Celtic- oder Ländlermelodien nicht angebracht. Zudem regnete es das ganze Wochenende über. 1500 Besucher wurden eingelassen, so wenige wie seit 1973 nicht mehr und doch effektiv sehr viele. Jeder überdachte Raum war übervoll belegt, an Tanz war im Gedränge nicht zu denken.
Internationale Gäste waren wieder Pijper Cruid (NL), Peter Finger (D) und La Lionetta (I), neu Muisca (CO), Vizöntö (H), Cork Pipers (EIR), Jenny Beeching (GB), Antonio Breschi (I), das Jürgen Slopianka Trio, Störenfried und der Instrumentenbauer Tibor Ehlers (D).
Der engagierte Liedermacher Walter Mossmann aus Freiburg war zum zweiten Mal eingeladen. Bereits 1977 hatte er auf dem Programm gestanden, zog es aber vor, bei der gleichzeitigen Demo zum AKW Gösgen mitzumachen. Nun hatte er wieder ein Problem mit der Lenzburg. Ihm war ein Festival mit viel Tanz und Tradition inmitten der Jugendrevolte unerträglich. Er brach seinen Auftritt ab und wollte stattdessen über die aktuellen Ereignisse diskutieren. Es gab einen Tumult. Einige solidarisierten sich mit Mossmann, andere wollten weiter Musik hören, tanzen und festen. Die Organisatoren beschlossen an einer hastig einberufenen Krisensitzung, das Programm weiter laufen zu lassen. Walter Mossmann verliess Schloss Lenzburg unter Protest und mit ihm auch eine Schar Sympathisanten.
Dem Festival mangelte es an Begeisterung. Einige Musiker erschienen nicht, vier von neun Organisatoren traten zurück. Eine Weiterführung auf dem Schloss war ohnehin nicht möglich. Die Lenzburg wurde während der folgenden drei Jahre renoviert, danach seien Veranstaltungen nur noch im Rittersaal möglich. Somit war das neunte Folkfestival auf der Lenzburg das letzte.

## Nachwirkungen

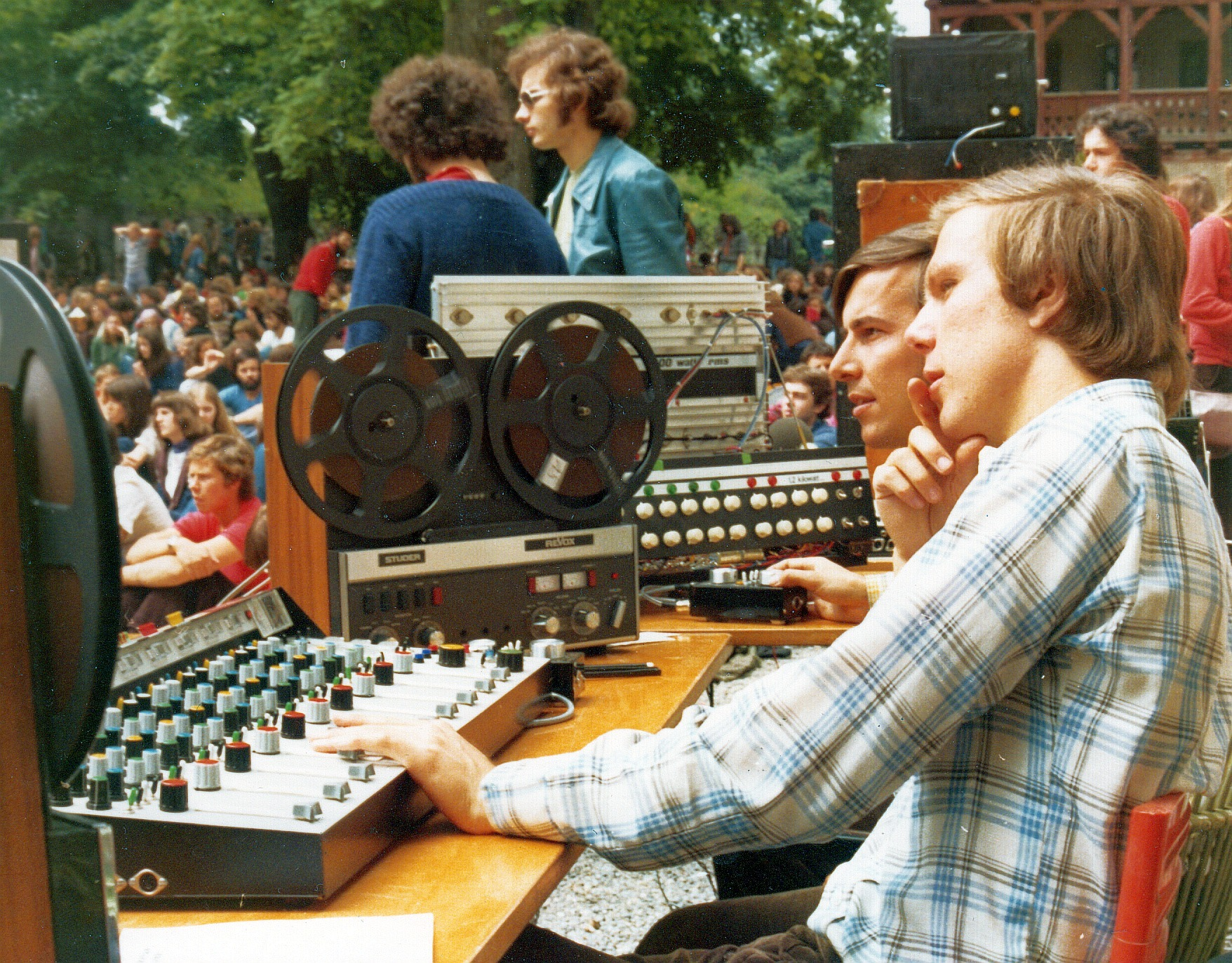
Folkfestival Lenzburg 1975 Tonregie E. & B. Hohmann

Die Tontechniker auf der Lenzburg, Beat und Egmont Hohmann, zeichneten alle Auftritte auf der Hauptbühne (Schlosshof bzw. Rittersaal) parallel zur Beschallung auf Tonband auf. Ausschnitte aus diesen Aufnahmen wurden für LPs und Radio-Sendungen verwendet. Die Originalbänder wurden wiederverwendet und damit überspielt. Auch die vom Schweizer Radio aufgenommenen Workshops im Stapferhaus sind grossenteils überspielt und damit gelöscht.
Erhalten sind etwa 130 Stunden der Konzertaufnahmen. Diese Lenzburg-Tapes wurden nach dem Abschluss der Festivals katalogisiert und dem Schweizerischen Volksliedarchiv (SVA) in Basel übergeben. 2018 hat das SVA die Bänder bei der Schweizerischen Nationalphonothek digitalisieren lassen. 
Mp3-Kopien wurden zu ca. 2300 Tracks portioniert und in einem digitalen Katalog erfasst, gleichzeitig sammelte eine Gruppe ehemaliger Organisatoren, der Verein Folkfestivals Lenzburg, Bilder, Schriften und weitere Tondokumente der Lenzburg-Festivals. Am 27. Oktober 2022 wurde die Sammlung Lenzburg als Online-Musikarchiv samt zusätzlichem Material der Öffentlichkeit frei zugänglich gemacht.

## Diskografie
- 3. Folkfestival auf der Lenzburg (6./7. Juli 1974), Oversea FL 67741/2 (2 LP, Switzerland, 1974)[5]
- 4. Folkfestival auf der Lenzburg (Sampler), CLAVES; Cla DPF 700; LP11090[6]
- 5. Folkfestival auf der Lenzburg (Sampler), CLAVES; Cla DPF 1000[7]
- 6. Folkfestival auf der Lenzburg / 1. Folkfestival auf dem Gurten,  Voxpop 4006 (Sampler, 2 LPs, Switzerland 1977)[8]
- 7. Folkfestival auf der Lenzburg / 2. Folkfestival auf dem Gurten,  Voxpop 40069/4010 (Sampler, 2 LPs, Switzerland 1978)[9]
- 8. Folkfestival auf der Lenzburg / 3. Folkfestival auf dem Gurten,  Voxpop 4018 (Sampler, 2 LPs, Switzerland 1979)[10]